# Pembroke Castle

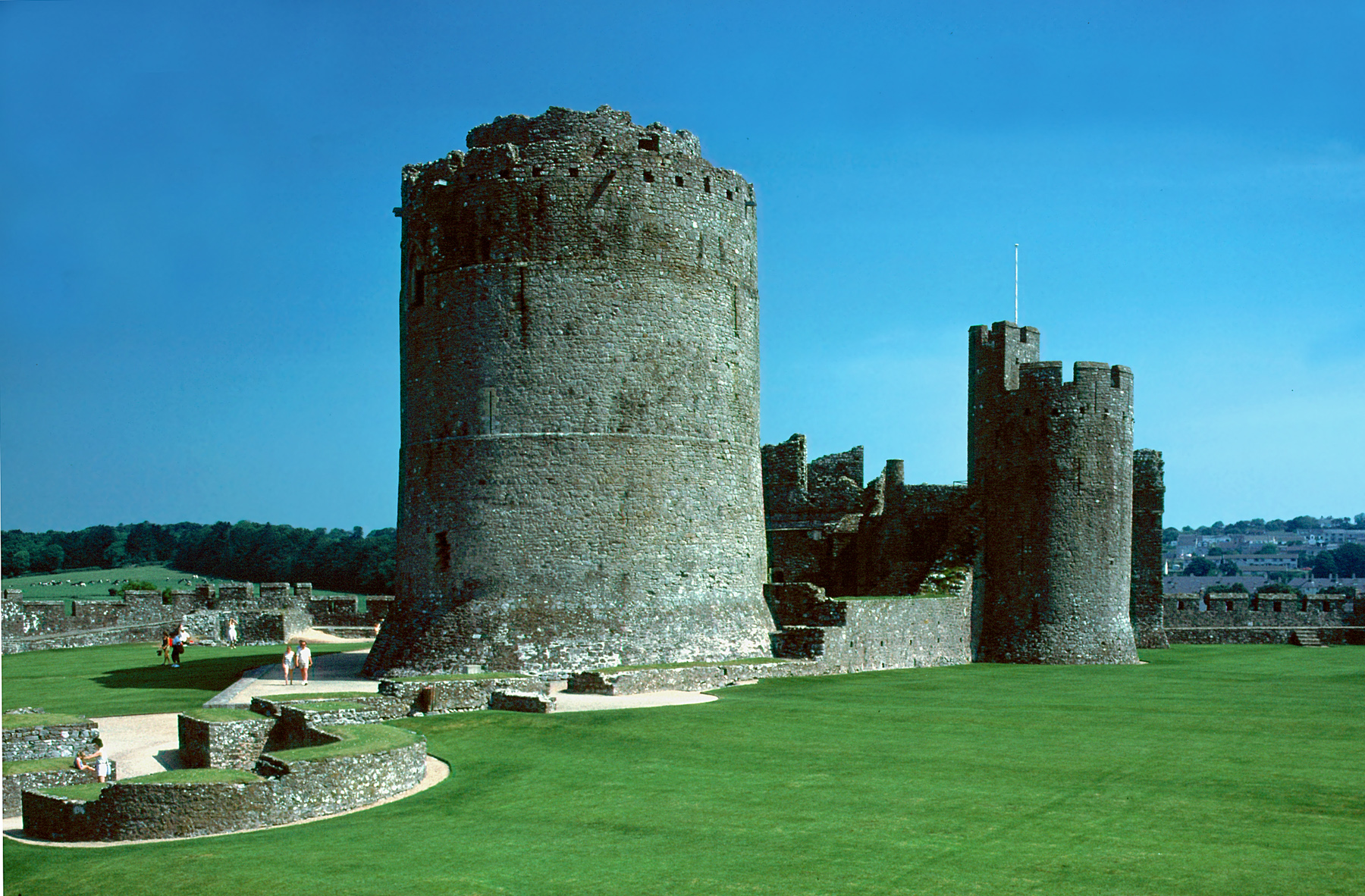
Pembroke Castle, Hauptturm

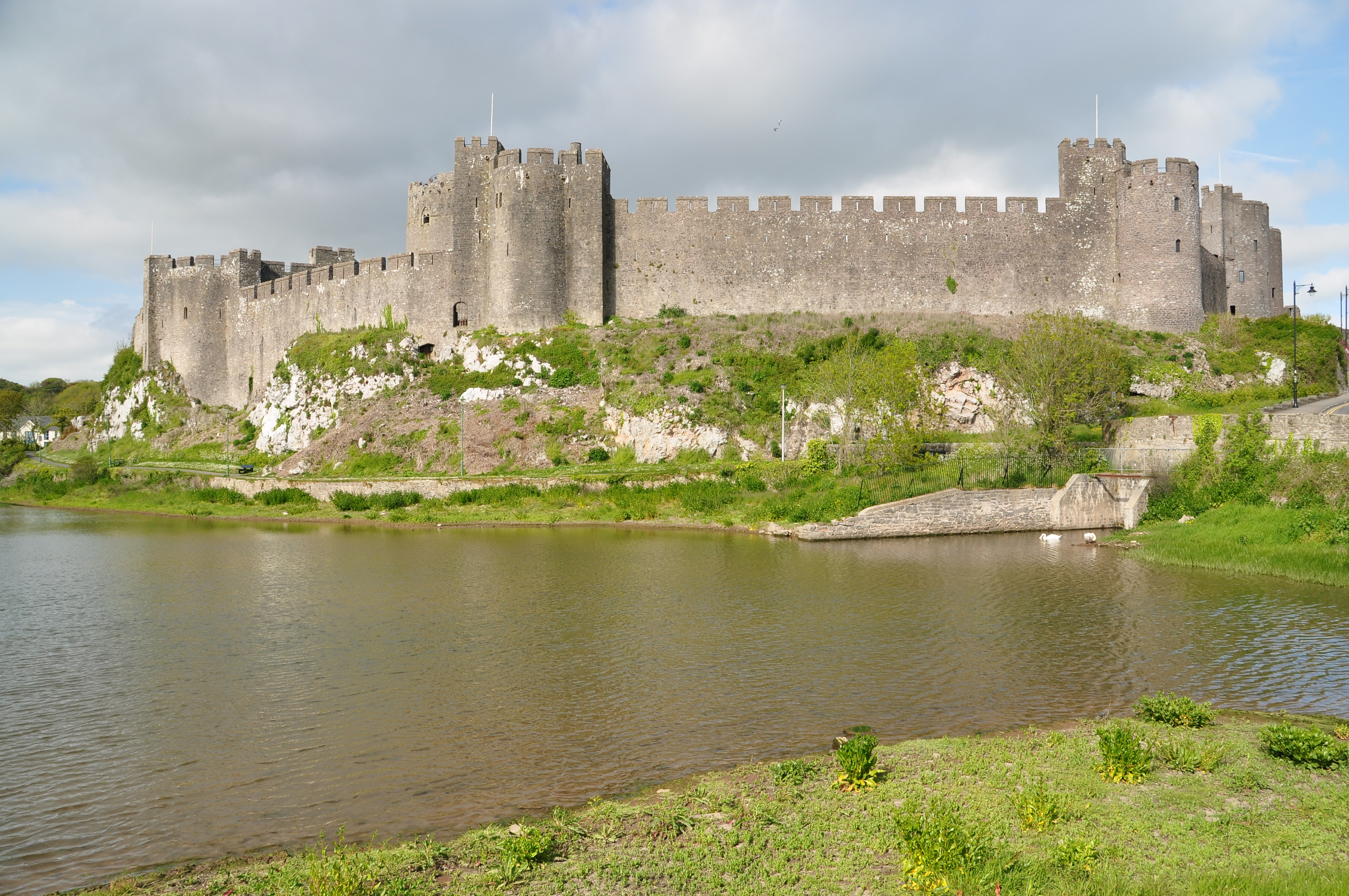
Pembroke Castle

Pembroke Castle ist eine normannische Burg aus dem 12. Jahrhundert, errichtet am Ende eines felsigen Höhenrückens, auf drei Seiten von Wasser umgeben. Sie liegt in der südwalisischen Grafschaft Pembrokeshire in einer Bucht des River Pembroke am westlichen Ende der Ortschaft Pembroke gegenüber der Stadt Milford Haven. Vor ihrer Errichtung gab es hier schon vorher eine kleine Feste, die Arnulf de Montgomery 1093 gebaut hatte.
Der gewaltige Hauptturm hatte eine ungewöhnliche Steinkuppel und ist noch immer 20 Meter hoch. Bauherr war William Marshall, Schwiegersohn von Richard de Clare, 2. Earl of Pembroke, genannt Strongbow, dem Eroberer Irlands und verantwortlich für die Instandsetzung der Burg im späten 12. und frühen 13. Jahrhundert. Die Übersicht, die man von dort oben über Milford Haven hat, erklärt die strategische Bedeutung dieses Teils der Burg. Einst führte von den umgebenden Gebäuden eine Treppe zu einer großen Höhle am Fuße des Hügels.
Der bis zu fünf Meter dicke äußere Mauerring von Pembroke Castle ist als Ruine erhalten, der innere ist jedoch fast völlig verschwunden. Das Torhaus hatte eine trickreiche Schießscharte und drei Fallgatter. Insgesamt gesehen ist die Anlage ein Schaustück mittelalterlichen Burgenbaus.
In der Geschichte spielt Pembroke Castle mehrfach eine Rolle. Von hier aus setzte Heinrich II. 1172 nach Irland über, um Richard de Clare in seinem Kampf gegen König Roderick von Connaught zu unterstützen und Irland schließlich völlig zu unterwerfen. 1457 wurde hier Heinrich Tudor, der spätere Heinrich VII., geboren.
Im Englischen Bürgerkrieg wurde die Burg wegen der Uneinigkeit ihrer Bewohner nacheinander sowohl von Royalisten als auch von Cromwells Truppen belagert. Erst als Cromwell selbst die Stadt mit schweren Geschützen unter Feuer nahm, wurde die Burg 1648 übergeben.
Heute wird Pembroke Castle gemeinnützig verwaltet. Im Laufe der letzten zehn Jahre sind große Anstrengungen unternommen worden, um die Geschichte der Burg lebendig zu erhalten. So lassen sich in Ausstellungsräumen die wichtigsten Ereignisse nachverfolgen.

## Sonstiges
Pembroke Castle diente als Drehort für den amerikanisch-britischen Liebesfilm Ein ganzes halbes Jahr aus dem Jahr 2016.